# Université Christian-Albrecht de Kiel
L'université Christian-Albrecht de Kiel ou (Christian-Albrechts-Universität zu Kiel, CAU) est l'université de la ville de Kiel, en Allemagne. Elle fut fondée en 1665 comme l'Academia Holsatorum Chiloniensis par le duc Christian Albert de Holstein-Gottorp.
Ce fut une des premières universités à obéir aux mesures du Gleichschaltung en 1933 et à faire partir étudiants et professeurs tel Ferdinand Tönnies ou Felix Jacoby. Les bâtiments subirent de gros dommages durant la Seconde Guerre mondiale et furent presque tous totalement reconstruits.
Le muséum zoologique de Kiel fondé par Karl Möbius dépend de l'université.

## Facultés
Il y a 8 facultés :
- Faculté de théologie
- Faculté de droit
- Faculté de commerce, économie et sciences sociales
- Faculté de médecine
- Facultés des arts et humanités
- Faculté de mathématique et sciences naturelles
- Faculté d'agriculture et de nutrition
- Faculté de technologie

## Personnalités liées à l'université
- Grete Albrecht
- Kurt Alder
- Horst Bayrhuber
- Friedrich Matthias Claudius
- Otto Diels
- Wilhelm Dilthey
- Nancy Dorian
- Johann Gustav Droysen
- Hans Geiger
- Wilhelm Griesinger
- Heinrich Hertz
- Sarah Ines
- Felix Jacoby
- Werner Jaeger
- Gyde Jensen
- Philipp Lenard
- Otto Meyerhof
- Theodor Mommsen
- Hermann Mulert
- Georg Pasch
- Ludwig Ross
- Max Planck
- Hjalmar Schacht
- Edzard Schmidt-Jortzig
- Walther Schücking
- Heinrich von Treitschke
- Adam Tribbechov
- Ferdinand Tönnies
- Frédéric Weisgerber